# Morbid Reich
Morbid Reich ist ein Demo-Album der polnischen Death-Metal-Band Vader, welches im Jahr 1990 via Carnage Records erschien. Es war nach Live in Decay und Necrolust die dritte Veröffentlichung der Band und gilt als Meilenstein in der Geschichte des Death-Metals. Es konnte in der damals aufkeimenden polnischen Metalszene an Popularität gewinnen und 10.000 Exemplare absetzen.

## Entstehungsgeschichte
Die Aufnahmen der Demo erfolgten im Sommer 1990 im Pro-Studio in Olsztyn. Die Kosten der Aufnahmen beliefen sich auf 40 US-Dollar, das Doppelte des damaligen Durchschnittsgehalts der Bandmitglieder. An den Aufnahmen waren neben der Band noch Władysław Iljaszewicz und Andrzej Włodarski als Sound-Engineers beteiligt, die Produktion erfolgte mit der Unterstützung von Mariusz Kmiołek, der auch der Inhaber von Carnage Records war. Es wurden über 10.000 Exemplare der Kassette verkauft und der Sender MTV mit der Sendung Headbangers Ball bestätigte Morbid Reich als meistverkauftes Demo in der Geschichte des Death Metal.
Nicht alle Lieder auf dem Album waren neu. The Final Massacre war bereits vom Vorgänger-Demo Necrolust bekannt (dort allerdings in einer stärker vom Thrash Metal beeinflussten Version) und Reign Carrion erschien in einer ursprünglich polnischen Version auf dem ersten Demo Live In Decay unter dem Namen Trupi Jad, bzw. Deathlike Carrion. Das Lied gehörte zu den ersten Vader-Stücken überhaupt und wurde für Morbid Reich umgetextet und z. T. auch neu arrangiert. Die restlichen drei Stücke waren zusammen mit den beiden Intros neue Kompositionen.
Die Veröffentlichung der Demo ging mit einer Werbekampagne durch T-Shirts, Poster, Flyer o. ä. einher, die eher für vollwertige Studioalben typisch ist – abgesehen von der Tatsache, dass das Album ursprünglich nur auf Kassette erschien.
Vader tourten im Anschluss an die Veröffentlichung durch ganz Polen. Bei dem anschließenden Strash’ydła-91-Auftritt ein Jahr später debütierte Jarosław „China“ Łabieniec als zweiter Gitarrist und viertes Bandmitglied. Weitere Konzerte als Quartett folgten, darunter auch ein Auftritt beim Metalmania 1991.
Alle Titel wurden bis auf die Intros später für das Debütalbum The Ultimate Incantation neu aufgenommen. Weitere Neuaufnahmen folgten – bis auf Breath of Centuries – 2008 auf dem Jubiläumsalbum XXV und auf der Neuauflage des Debütalbums im Jahr 2017 unter dem Namen Dark Age, inklusive Breath of Centuries. Eine weitere Version von Breath of Centuries erschien 1998 auf der Kingdom-EP und The Final Massacre wurde im Jahr 2000 für Litany ein weiteres Mal aufgenommen. Das Demo wurde mit seinem Vorgänger 1996 auf einem Album namens Reborn in Chaos wiederveröffentlicht, bevor im Jahr 2015 ein eigenständiger Release auf CD und Schallplatte über das Label Witching Hour Productions erfolgte.
Das Coverartwork des Albums stammt von Robert Ganczarski und ist auch das erste, auf welchem das langjährige Logo der Gruppe zu sehen ist.

## Bedeutung
Mit dem Erfolg der Demo und dadurch neu entstandenen Verknüpfungen im Ausland erhielt die Band einen Vertrag beim britischen Musiklabel Earache Records, bei dem zwei Jahre später ihr erstes Studioalbum erschien. Nach der Veröffentlichung von The Ultimate Incantation verlor Vader den Vertrag jedoch wieder.
Laut einer Umfrage, die das Magazin Machina für die beliebtesten Metal-Alben aus Polen führte, konnte Morbid Reich den 9. Platz belegen.

## Titelliste
Die gesamte Musik wurde von Piotr Wiwczarek geschrieben, die Texte stammen von Paweł Wasilewski. Eine Ausnahme stellt lediglich Reign Carrion dar, bei dem auch der Text von Wiwczarek verfasst wurde.
1. From Beyond (Intro) – 0:54
2. Chaos – 5:12
3. Vicious Circle – 3:00
4. Breath of Centuries – 6:51
5. Intro / The Final Massacre – 5:54
6. Reign-Carrion – 4:55